# Chana Orloff
Chana Orloff ook wel genaamd Hanna Orloff (Constantinova, Oekraïne, 12 juli 1888 – Tel Aviv, 18 december 1968) was een Israëlische beeldhouwster.

## Leven en werk
Chana Orloff emigreerde met haar familie in 1904, daartoe gedwongen door de pogroms die de Ukraïne teisterden, naar het toenmalige Palestina. Reeds 6 jaar later in 1910 vertrok zij naar Parijs, waar zij zich inschreef aan de École Nationale des Arts Décoratifs. Al een jaar later, in 1911, blijkt zij zich te hebben aangesloten bij de destijds bekende Académie Russe in Montparnasse voor de opleiding sculptuur. Op dat moment in haar leven begon het contact met kunstenaars als Chaim Soutine, Amedeo Modigliani, Jules Pascin en Ossip Zadkine.
Vanaf 1913 ging zij exposeren: eerst deelneemster aan de Salon d'Automne, later aan de Salon des Tuileries en de Salon des Indépendants. Zij kan gerekend worden tot de kunstenaars van de École de Paris.
De Tweede Wereldoorlog bracht Orloff met haar zoon in Genève door, als vluchteling. Na de oorlog kwam haar grote doorbraak en erkenning. Wereldwijd retrospectieven en tentoonstellingen in Europa, de Verenigde Staten en Israël. In Israël wordt haar beeldhouwwerk (naast dat van o.a. de Duitse School en de Kubistische School) gerekend tot de Joodse School van Parijs. Tijdens de voorbereiding van een grote expositie van haar werk in Tel Aviv kwam Chana Orloff in 1968 te overlijden.

### Chana Orloff en Amedeo Modigliani
Het is Orloff die de achttienjarige kunststudente Jeanne Hébuterne, die al eerder had geposeerd voor Tsuguharu Fujita, in maart 1917 had voorgesteld aan Modigliani. Het kwam tot een verhouding tussen deze twee, die elkaar veelvuldig hebben geschilderd. In 1920 eindigde deze verhouding op rampzalige wijze met de dood (enkele dagen na elkaar) van beide kunstenaars.

### Chana Orloffs zoon
In 1917 huwde Orloff met de dichter Ary Justman, die reeds in 1919 om het leven kwam bij een epidemie van de Spaanse griep. Zij bleef achter met een zoontje, Didi. Veel werken, die zij later creëerde hebben als thema: mijn zoon, Didi, kinderen, moederschap, enz.

## Tentoonstellingen
Vanaf 1928 nam zij regelmatig deel aan internationale tentoonstellingen in New York, Zürich, Tel Aviv (1935 in het pas in 1932 geopende Tel Aviv Museum), Parijs (Petit Palais) en pas weer in 1949 in Tel Aviv. Veel van haar werken hebben als thema mens- en dierfiguren.

## Werken 1912-1939 (selectie)
- 1912: Torse
- 1914: Maternité en Deux danseuses
- 1916: Amazone
- 1919: Didi
- 1920: Maternité debout, Peintre juif en Dame à l'éventail
- 1923: Mon fils, Ida Chagall en Les danseuses
- 1924: Le peintre Widdhoff, L'accordioniste en L'oiseau 14-18
- 1925: Baigneuse accroupie en Vénus
- 1926: Dame au manteau, Sonia
- 1927: L athlète
- 1928: Ruth et Noémie
- 1935: Danseuse

## Fotogalerij

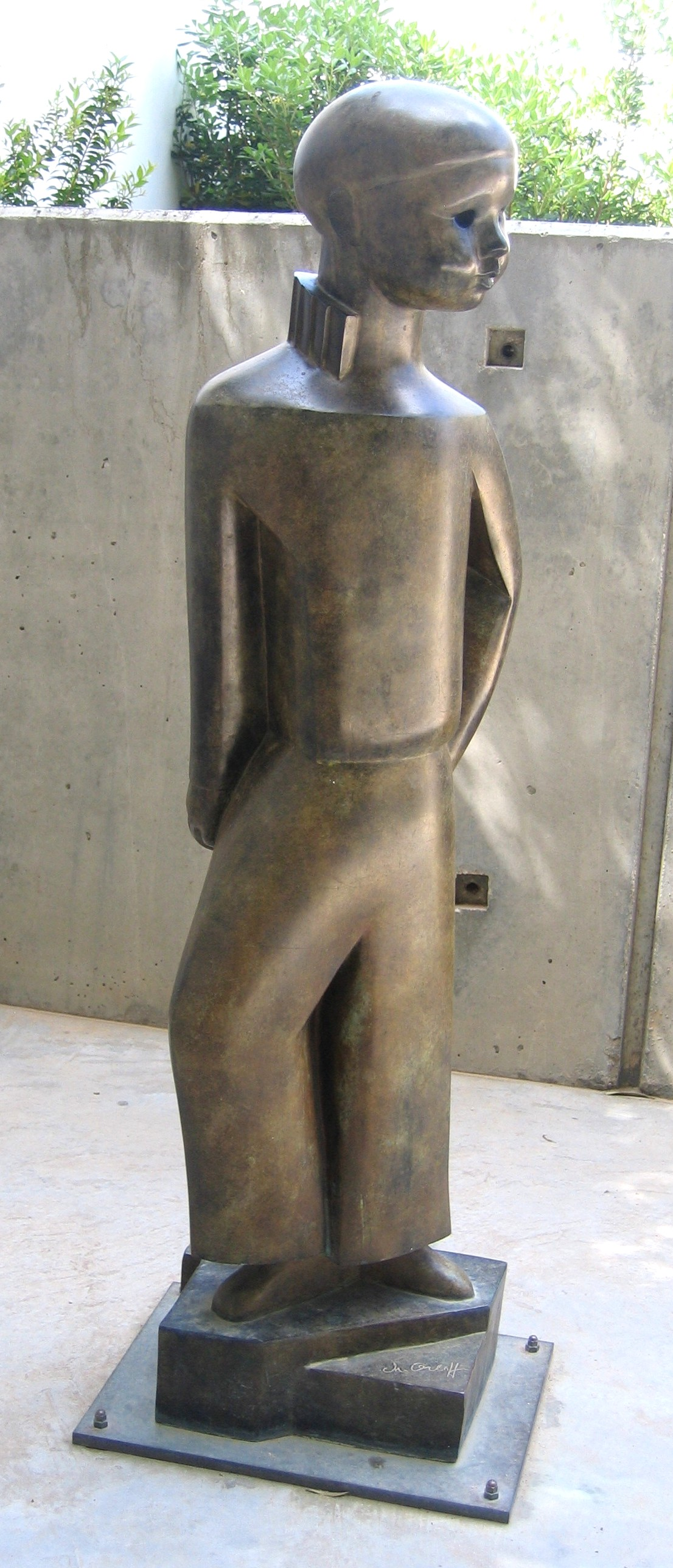
Mon fils (1924), The Lola Beer Ebner Sculpture Garden
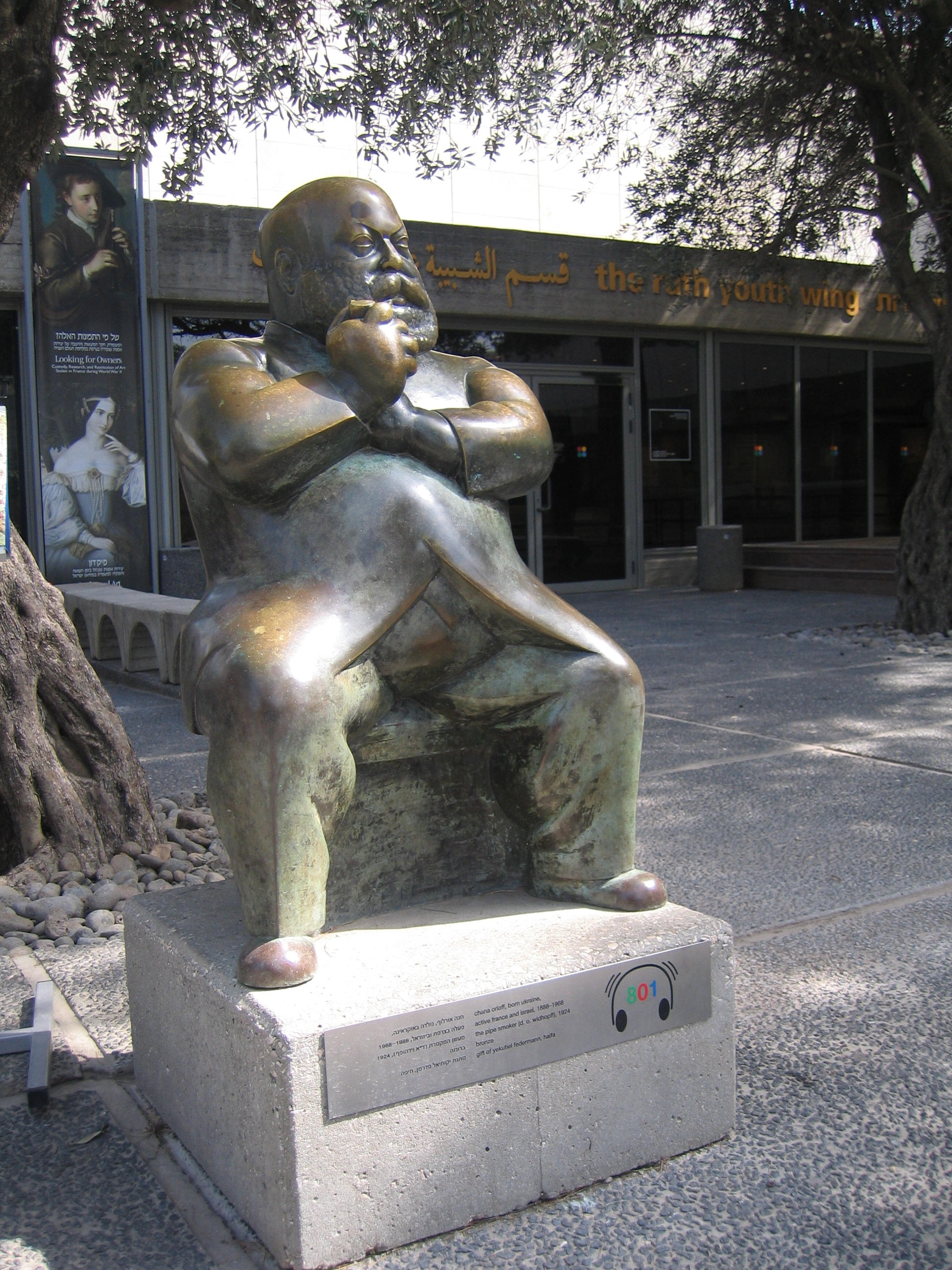
Le peintre Widdhoff (1924), Israel Museum
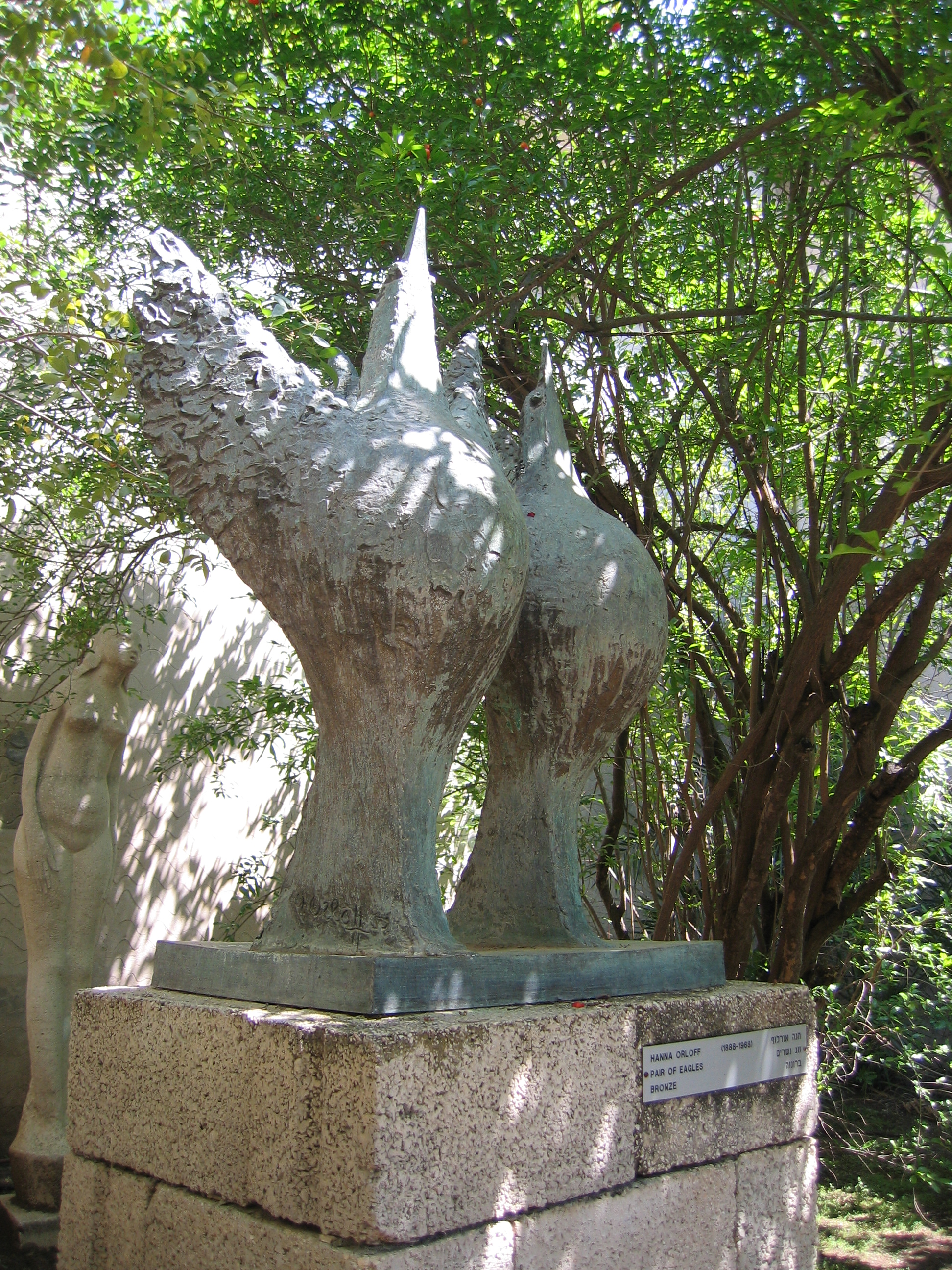
Pair of eagles, Museum of Art Ein Harod
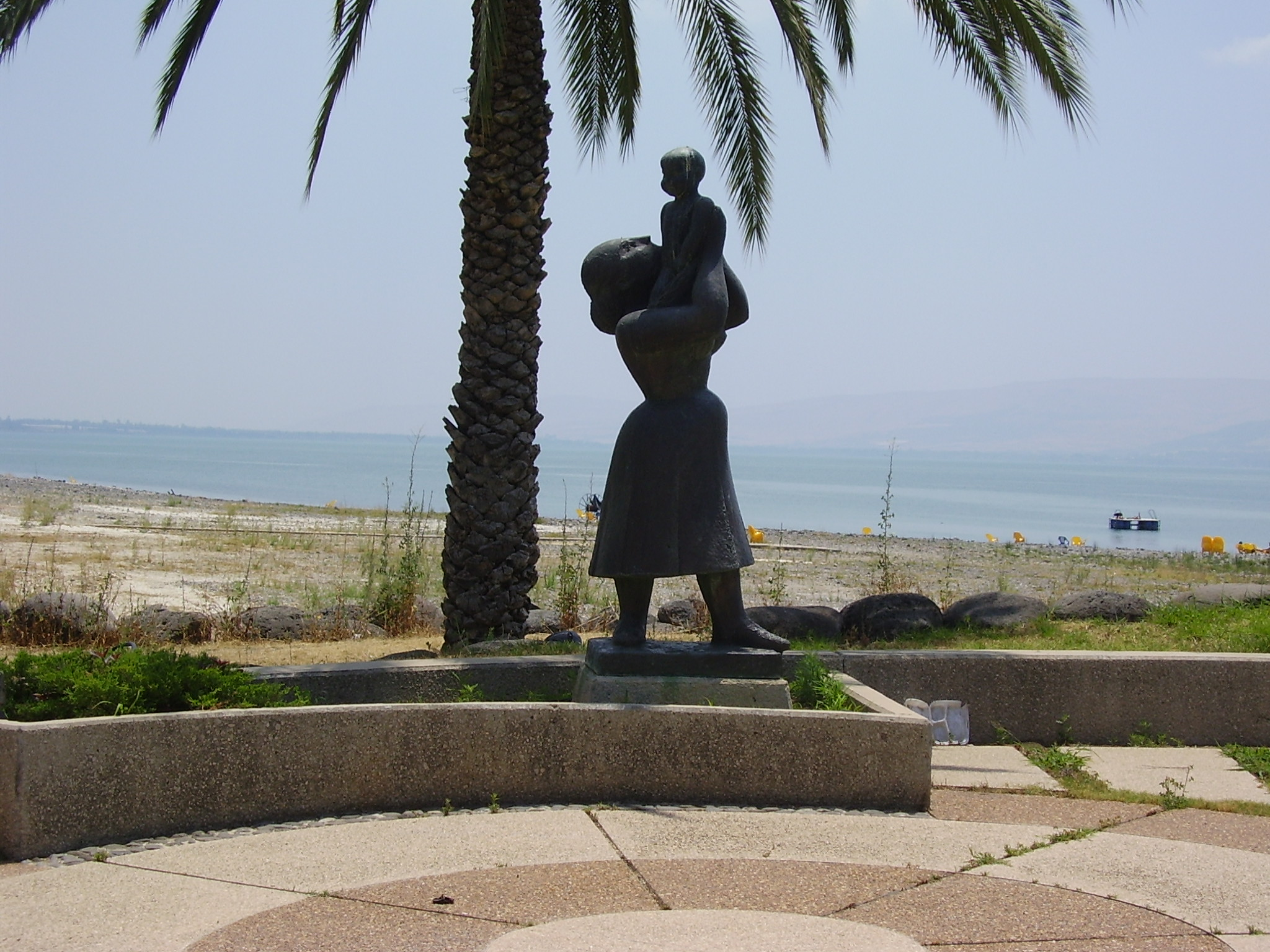
Mother and her Child, kibboets Ein Gev
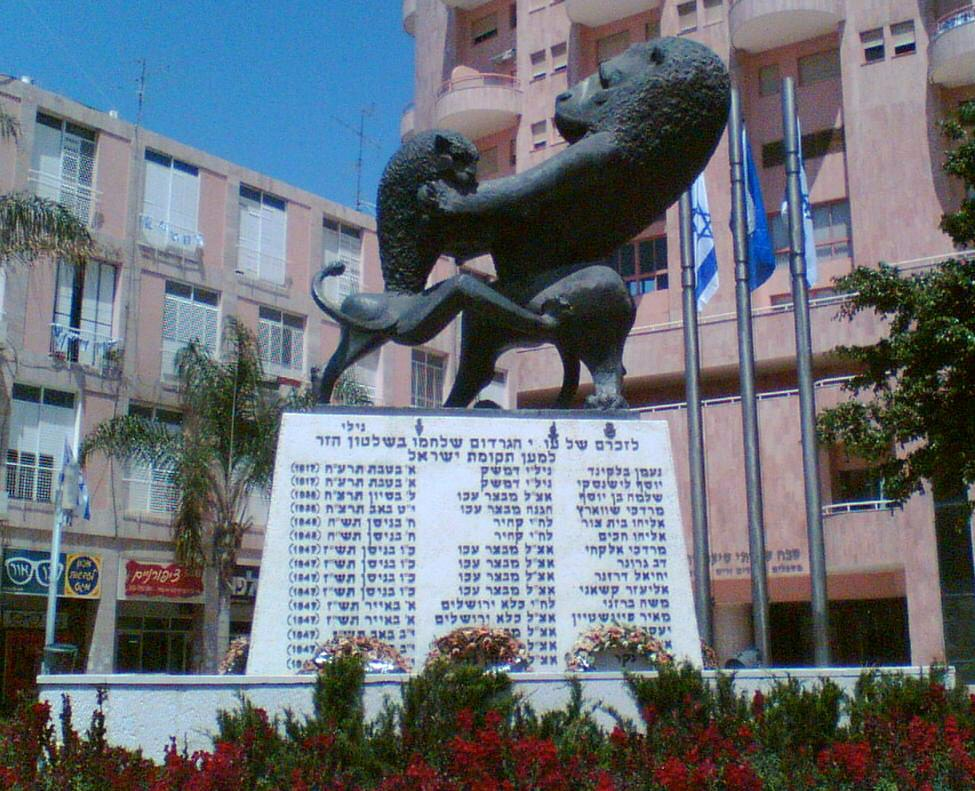
Oley Hagardom Memorial, Ramat Gan